# توماس مارشال (لاعب كرة قدم)
توماس مارشال (بالإنجليزية: Thomas Marshall)‏ (1858 بإنجلترا في المملكة المتحدة - ) هو لاعب كرة قدم بريطاني في مركز جناح ‏. لعب مع بولتون واندررز ونادي بيرنلي.